# Fandemonium
Fandemonium is een boek geschreven door de Red Hot Chili Peppers en fotograaf David Mushegain en is officieel uitgekomen op 18 november 2014.
Het boek bestaat uit foto's en interviews van allerlei fans die door Mushegain gemaakt zijn gedurende de I'm with You tour van de band in de periode 2011-2013. Zanger Anthony Kiedis opent het boek met een speciale introductie en de overige bandleden Flea, Chad Smith en Josh Klinghoffer hebben commentaar op foto's en interviews toegevoegd.